# Gnophos argillacearia
Gnophos argillacearia là một loài bướm đêm trong họ Geometridae.